# Cincinnati Reds
Los Cincinnati Reds (en español, Rojos de Cincinnati) son un equipo profesional de béisbol de los Estados Unidos con sede en Cincinnati, Ohio. Compiten en la División Central de la Liga Nacional (NL) de las Grandes Ligas de Béisbol (MLB) y disputan sus partidos como locales en el Great American Ball Park.
El equipo, miembro original de la American Association (AA), fue fundado en 1882 con el nombre de Cincinnati Red Stockings, aunque adoptaron la abreviación Reds coincidiendo con su entrada en la Liga Nacional en 1890. Entre 1954 y 1958 la franquicia se llamó Cincinnati Redlegs.
A lo largo de su historia, los Reds han ganado un total de cinco Series Mundiales, nueve banderines de la NL, un banderín de la AA y diez títulos de división.

## Historia

### Temporada 1919: Primer Campeonato de la Liga Nacional y Primera Serie Mundial ganada
La Primera Guerra Mundial había dejado una secuela de dificultades que obligó a reducir el calendario de juegos en Grandes Ligas a 140 en vez de los 154 de la época. Fue este, el octubre que cambió el ritmo de la historia del béisbol porque según el resultado del juicio seguido el año siguiente 1920, ocho de los Chicago White Sox se vendieron a los apostadores. Una investigación judicial se hizo en la temporada siguiente de 1920 dirigida por el comisionado Kenesaw Mountain Landis encontró a ocho jugadores de los White Sox, los cuales fueron suspendidos de por vida. Por eso al club se le llamó "Los Medias Negras" siendo estos: Ed Cicotte pitcher que había ganado en tres temporadas 20 o más juegos y con récord de 29-7 en 1919. Shoeless Joe Jackson outfielder con promedio al bate de .356 en 13 campañas, Oscar "Happy" Felsch centerfield, Arnold "Chick" Gandil primera base, George "Buck" Weaver tercera base, Charles "Swede" Risberg parador en corto, Preston "Lefty" Williams pitcher y Fred McMullin utilitario. Una investigación judicial 
Los Reds eran campeones por primera vez dirigidos por Pat Moran y se enfrentaban a los Chicago White Sox, campeones de la Liga Americana, que había ganado su tercer banderín y su Segunda Serie Mundial en 1917. Un equipo muy fuerte y que era ampliamente favorito en la Serie Mundial de 1919, pero perdieron ante los Reds en ocho juegos.
El equipo de los Rojos tenía en su roster a Dutch Reuther, Slim Salles, Jimmy Ring, Hod Eller, Edd Roush centerfield cuarto bate y campeón bateador de la Liga Nacional con .321. 

### Temporada 1939: Segundo campeonato de la Liga Nacional
Veinte años transcurrieron para que los Reds fueran campeones de la Liga Nacional, dirigidos por Bill McKechnie, sacando ventaja de 4.5 juegos a los St. Louis Cardinals que terminaron segundos y a la Serie Mundial, frente a los New York Yankees, un equipo muy fuerte y poderoso, que contaba con Joe DiMaggio, Charlie "King Kong" Keller, Babe Dahlgreen. Este equipo era ampliamente favorito sobre los Reds. Está fue la primera Serie Mundial de los Reds desde 1919 cuando ganaron a los Chicago Red Sox en el escándalo de las apuestas. Los Reds estaban integrados por Paul Derringer, Bucky Walters, Junior Thompson, Ernie Lombardi, Bill Werber, Ival Goodman, Johnny Vander Meer, como principales jugadores. Se coronaron campeones con récord de 97-57 y sacaron 4.5 juegos de ventaje sobre los St. Louis Cardinals que terminaron segundos. Como era de esperarse fueron derrotados por los New York Yankees.

### Temporada 1940: Tercer campeonato de la Liga Nacional y Segunda Serie Mundial ganada
Nuevamente los Reds eran campeones por segunda ocasión consecutiva dirigidos por Bill McKechnie. Era el bicampeonato y se enfrentaron a los Detroit Tigers. Ganaron con un receptor de emergencia, ya que el titular Ernie Lombardi, solo estuvo en tres turnos en la Serie Mundial, porque tenía un tobillo lesionado. El segundo de la posición, Willard Hersberg, se había suicidado en la habitación del hotel que ocupaba en Boston el 3 de agosto, abatido porque consideró que su equipo había perdido un juego por una mala jugada suya. Y lo que hicieron fue activar a un entrenador llamado Jimmy Wilson, de 40 años de edad y quién había sido cátcher en Grandes Ligas por 17 temporadas y solo había tenido 5 turnos al bate en las Mayores desde 1937. No solo recibió en 6 de los 7 juegos de la Serie, sino que bateó para .353 y anotó dos carreras. Claro que después de cada juego tenían que aplicarle mucho calor en sus adoloridas piernas.
Los Rojos tenían cuatro bateadores de más de .300: Frank McCormick con .309, Mike McCormick con .300 (no eran parientes), Ernie Lombardi con .319 y Jimmy Ripple con .307. Además tenían al campeón de bases robadas de la Liga Nacional, el segunda base Lonnie Frey y dos pitchers abridores de 20 victorias: Paul Derringer con 20-12 y Bucky Walters con 22-10.

### Años 1941–1960
La Segunda Guerra Mundial y la edad finalmente alcanzaron a los Rojos. A lo largo de la década de 1940 y principios de 1950, Cincinnati terminó principalmente en la segunda división. En 1944, Joe Nuxhall (que más tarde se convertiría en parte del equipo de radiodifusión), a los 15 años, lanzó para los Rojos a préstamo de la escuela secundaria Wilson en Hamilton, Ohio. Se convirtió en el jugador más joven en aparecer en un juego de Grandes Ligas, un récord que aún se mantiene en la actualidad. Ewell "The Whip" Blackwell fue el principal lanzador incondicional antes de que los problemas en el brazo interrumpieran su carrera. Ted Kluszewski fue el líder de jonrones de la Liga Nacional en 1954. El resto de la ofensiva fue una colección de jugadores exagerados y jóvenes que no estaban listos para el horario estelar. En abril de 1953, los Rojos anunciaron que preferían ser llamados "Piernas Rojas", diciendo que el nombre del club había sido "Medias Rojas" y luego "Piernas Rojas". Un periódico especuló que se debía a la creciente connotación política de la palabra "rojo" para significar comunismo. De 1956 a 1960, el logotipo del club se modificó para eliminar el término "REDS" del interior del símbolo de la "espoleta C ". Los "REDS" reaparecieron en los uniformes de 1961, pero se eliminó la punta de la C, dejando una curva suave sin espoleta.  El logotipo tradicional del uniforme hogareño se restauró en 1967. En 1956, liderados por el Novato del Año de la Liga Nacional Frank Robinson, los Redlegs alcanzaron 221 HR para empatar el récord de la Liga Nacional. En 1961, a Robinson se unieron Vada Pinson, Wally Post, Gordy Coleman y Gene Freese . Los lanzadores Joey Jay, Jim O'Toole y Bob Purkey dirigieron al personal.

### Temporada 1961: Cuarto Campeonato de la Liga Nacional
Después de 21 años de espera, los Reds eran campeones de la Liga Nacional,  ya que venían de una temporada perdedora en 1960 y que bajo la dirección de Fred Hutchinson se coronaron y de ahí a la Serie Mundial contra el multicampeón New York Yankees, un equipo muy potente y poderoso plagado de jonroneros encabezados por Roger Maris con 61 jonrones en una temporada, rompiendo el récord de otro jugador legendario yankee Babe Ruth el cual era de 60. Mickey Mantle con 54 jonrones, Bill Skowron ("Moose") 28, Yogi Berra 22, Elston Howard 21 y Johnny Blanchard 21. Evidente que con este equipo, la Serie Mundial fue ganada por los New York Yankees 4 juegos a 1. 

### 1970-1976: Cuatro títulos y dos Series Mundiales ganadas conThe Big Red Machine
1970 fue un punto de inflexión en la historia de los Reds. Ese año inauguraron su nuevo estadio, el Riverfront Stadium, y contrataron a Sparky Anderson como mánager de la franquicia. Esto marcó el inicio de uno de los mejores equipos de todos los tiempos: The Big Red Machine (La gran maquinaria roja). Estaba terminando la década de los 60s cuando los Reds fueron campeones de la Liga Nacional, esta vez dirigidos por Sparky Anderson quien venía de ganar 102 juegos en la temporada con una ventaja de 14 juegos y medio del segundo lugar, Los Angeles Dodgers, siendo campeón de la división del Oeste, y terminó con los Pittsburgh Pirates en una barrida de tres juegos. El cubano Tony Pérez encabezó la ofensiva con 40 jonrones, 129 carreras producidas y un porcentaje de bateo de .317 y acompañado de Pete Rose, Johnny Bench, Lee May, David Concepción, Don Gullet, Bobby Tolan, Bernie Carbo, Gary Nolan. Y de ahí a la Serie Mundial en donde se enfrentaron al campeón de la Liga Americana: Baltimore Orioles, que repetían por segunda vez consecutiva, en un choque de dos organizaciones muy poderosas para la época.
Dos años pasaron para que los Reds fueron campeones de la Liga Nacional, dirigidos por Sparky Anderson, con integrantes que dos años atrás habían sido campeones:  Pete Rose, Johnny Bench, Tany Pérez, David Concepción, Bobby Tolan, Gary Nolan y Clay Carroll. Más los nuevos Rojos: Pedro Borbón, Jack Billingham, Ross Grimsley, Cesár Gerónimo, Joe Morgan, Denis Menke y Tom Hall. Se vería frente al equipo campeón de la Liga Americana: Los Oakland Athletics, que iniciaban una dinastía de campeones en la Serie Mundial. Los Reds obtuvieron el campeonato cuando eliminaron a los Pittsburgh Pirates.
Después de 3 años y dirigidos por Sparky Anderson, los Reds eran de nuevo campeones de la Liga Nacional, dejando fuera en la serie por el campeonato de la Liga Nacional a los Pittsburgh Pirates. Y se enfrentaría al campeón de la Liga Americana: los Boston Red Sox, que habían eliminado a los Oakland Athletics, tricampeón de la Liga Americana y de la Serie Mundial en tres juegos. Esta ha sido considerada la mejor Serie Mundial de todos los tiempos sobre todo el sexto juego. El equipo tenía la base de 1972: Pete Rose, Johnny Bench, César Gerónimo, David Concepción, Tany Pérez, Joe Morgan, Ken Griffey padre y George Foster, además de los pitchers Don Gullet, Gary Nolan. Rawly Eastwick, Fred Norman, Pat Darcy, Clay Carroll, Will McEnaney. Los Reds buscaban la primera victoria en los clásicos de otoño desde hacía 35 años.
Los Reds de 1976 eran campeones por segundo año consecutivo dando forma al bicampeonato, dirigidos por Sparky Anderson. Los Reds tenían siete lanzadores con 11 o más victorias, encabezados por Gary Nolan con récord de 15-9 Y el balance del róster era excelente por la calidad en cuanto a poder de bateo, por la velocidad en las bases y por una segura defensiva. Había ganado 102 en esa temporada, venciendo en la Serie de Campeonato de la Liga Nacional a los Philadelphia Phillies
El equipo estaba formado por una línea central: El receptor Johnny Bench, el segunda base Joe Morgan, el shortstop David Concepción y el centerfield el dominicano César Gerónimo. Los otros dos jardineros eran George Foster y Ken Griffey padre. Pete Rose en la tercera base y Tany Pérez en la primera, sin olvidar a Dan Driessen. Esta era la Maquinaria Roja, que se presentaba como campeón de la Serie Mundial de un año antes. Entre los pitchers: Don Gullet, Jack Billingham, Pat Zachry, Will McEnaney además de Gary Nolan. Se enfrentaría a un equipo legendario, histórico y el máximo ganador de Series Mundiales: Los New York Yankees, quienes fueron derrotados con lo cual la máquina roja obtuvo el bicampeonato de la Serie Mundial.

### Temporada 1990: Noveno campeonato de la Liga Nacional y Quinta Serie Mundial ganada
Desde el año 1976, el equipo legendario de los Reds, llamado la "Maquinaria Roja", había dado el último campeonato a esta organización, siendo campeones de la Liga Nacional y de la Serie Mundial no obtenían otro gallardete. Habían pasado 14 años, para ser nuevamente campeones bajo la dirección de Lou Pinella. Los Rojos habían terminado en la División del Oeste 5 juegos de ventaja sobre Los Angeles Dodgers y vencieron en 6 encuentros por el campeonato a los Pittsburgh Pirates y obtener el campeonato de la Liga Nacional. Y se enfrentarían en la Serie Mundial a los Oakland Athletics, equipo favorito para repetir como ganador de la Serie Mundial, basándose en un buen roster, bien armado y con poder, velocidad en los senderos, buena defensiva y un pitcheo sólido. El equipo de los Athletics estaba encabezado por Mark McGuire con 39 jonrones y el cubano José Canseco con 37 jonrones, llamados "The Bash Brothers". Tenían además al campeón robador de bases de la Liga Americana y segundo lugar en bateo: Rickey Henderson y un cuerpo de pitcheo encabezado por Dave Stewart ganador de más de 20 juegos, Bobby Welch con 17 y Dennis Eckersley con 48 juegos salvados, un taponero cerrador de lujo y de efectividad.
Ante este panorama, los Reds eran presa fácil. Este equipo estaba formado por el gran pitcher dominicano José Rijó, Tom Browning, Jack Armstrong, Robb Dibble, Norm Charlton y Randy Myers (estos últimos tres denominados The Nasty Boys), Eric Davis, Chris Sabo, Billy Hatcher, Row Oester, Tedd Benzinger, Billy Bates, Joe Oliver, Mariano Duncan, Hern Winningham, Glenn Braggs, Barry Larkin, Paul O'Neill, Hal Morris. No se comparaba con los  Oakland Atlhetics. Esta Serie Mundial fue ganada por los Reds.
Desde esta temporada de 1990, los Reds no han sido campeones y están en el ostracismo, dado que el equipo anda en lugares muy bajos en su división, en comparación con su época gloriosa de antaño.

### Primer beisbolista japonés con los Reds
Cincinnati Reds dio la bienvenida al pelotero Shogo Akiyama, el primer beisbolista japonés en la historia de la organización, con un contrato por los próximos tres años a cambio de 21 millones de dólares. En conferencia de prensa en las instalaciones del Great American Ball Park, los Reds presentaron a su nueva contratación procedente de Leones de Seibu del béisbol profesional de su país. El jardinero de 31 años de edad bateó con un porcentaje de .303 con 20 cuadrangulares en 2019, ha promediado 23 jonrones en los últimos tres años y en 2015 estableció un récord de 201 hits en una temporada en la Liga de Béisbol Profesional de Japón.
El gerente general Dick Williams indicó que ya habían centrado sus atenciones en Shogo para que se convirtiera en el primer beisbolista nipón en vestir la franela de los Reds, a lo largo de 150 años de historia de la organización. “Nos llevó más de 150 años, pero estamos muy emocionados de que finalmente el primer beisbolista de Japón venga a jugar en Cincinnati, hogar de la primera franquicia profesional de beisbol”, comentó Williams en conferencia de prensa. El directivo asintió que Akiyama tienen buenas cualidades para jugar en Ligas Mayores, ya que cuenta con bateo de calidad, defensa de campo y velocidad, por lo que fueron los primeros en mostrar interés por él.
“Exploramos a Shogo durante los últimos años, porque sabíamos que había una posibilidad de que se convirtiera en agente libre. En esta temporada baja, identificamos varias áreas que queríamos mejorar. Algunas de ellas eran el bateo de calidad, defensa de campo y la velocidad del equipo, Shogo tenía todas estas cualidades”, afirmó el directivo. Por su parte, el pelotero japonés dijo que estaba intrigado por la posibilidad de convertirse en el primer pelotero japonés de los Rojos, así como por el nivel de interés que el club mostraba en él.
“El hecho de que nunca haya habido un jugador japonés aquí en Cincinnati fue algo muy atractivo. Los Rojos fueron en realidad el primer equipo que me hizo una oferta, y me sentí muy inspirado por su pasión, por lo mucho que realmente me querían” expresó el jardinero de 31 años. Con esta adición, Cincinnati Reds sigue reforzándose de cara a la siguiente temporada luego de que semanas atrás se hicieran de los servicios del tercera base Mike Moustakas y el lanzador zurdo Wade Miley.

## Jugadores

### Números retirados
Los Reds han retirado 10 números.

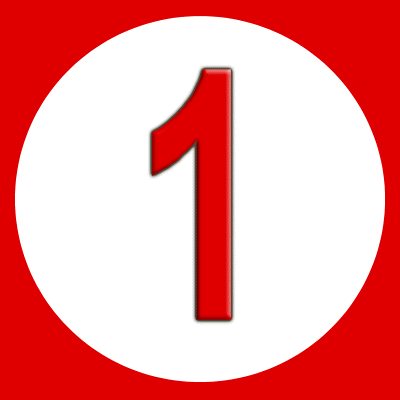
Fred Hutchinson (Mánager). Retirado 19 de octubre de 1964.
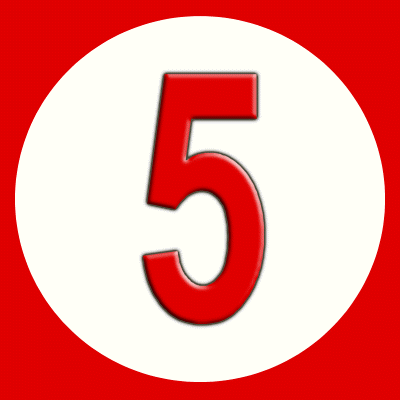
Johnny Bench (C). Retirado 11 de agosto de 1984.
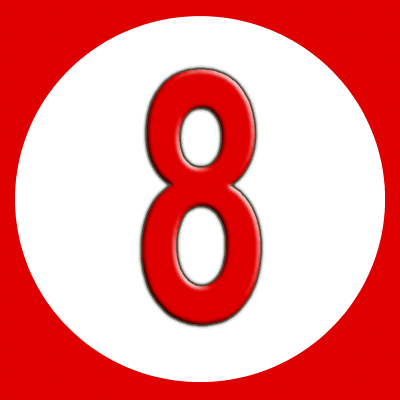
Joe Morgan (2B). Retirado 6 de junio de 1998.
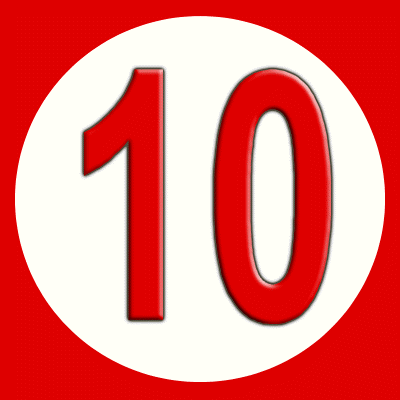
Sparky Anderson (Mánager). Retirado 28 de mayo de 2005.
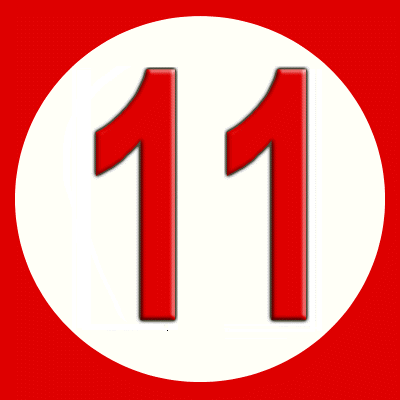
Barry Larkin (SS). Retirado 25 de agosto de 2012.
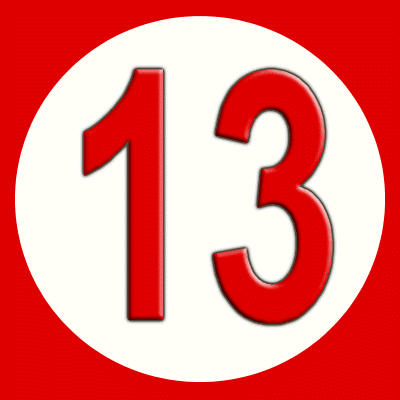
Dave Concepción (SS). Retirado 5 de agosto de 2007.
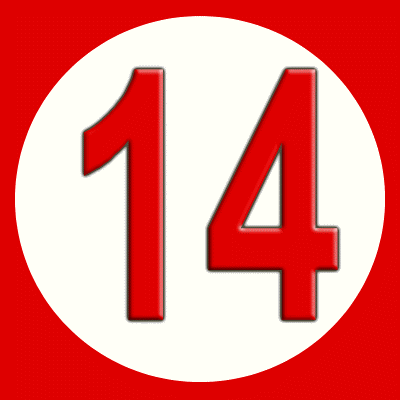
Pete Rose (OF, IF, Mánager). Retirado 26 de junio de 2016.
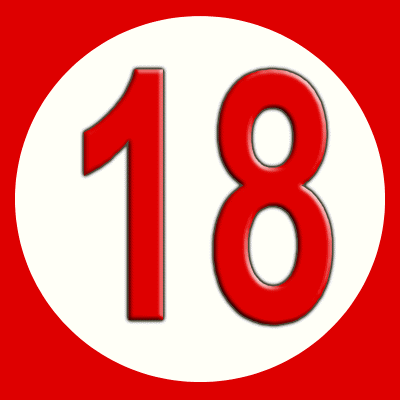
Ted Kluszewski (1B). Retirado 18 de julio de 1998.
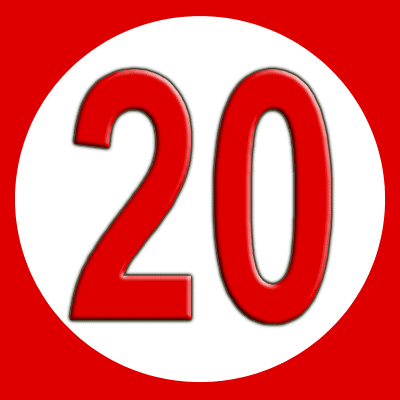
Frank Robinson (OF). Retirado 22 de mayo de 1998.
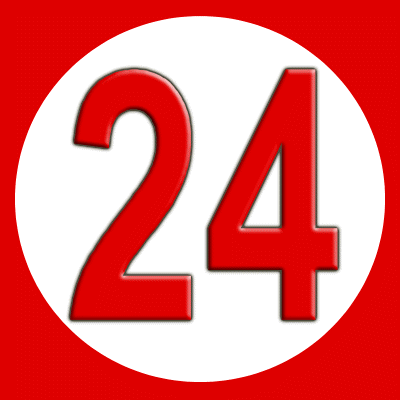
Tony Pérez (1B). Retirado en 2000.
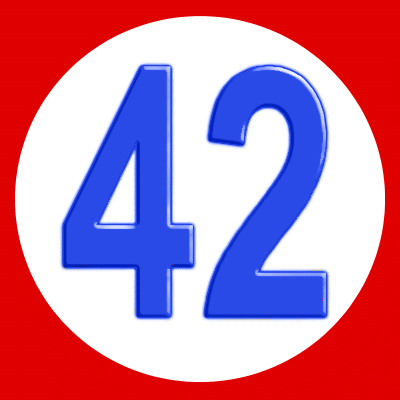
Jackie Robinson (2B). Retirado de toda la MLB el 15 de abril de 1997.

## Palmarés
- Serie Mundial (5): 1919, 1940, 1975, 1976, 1990.
- Subcampeón Serie Mundial (4): 1939, 1961, 1970, 1972.
- Banderines de la Liga Nacional (9): 1919, 1939, 1940, 1961, 1970, 1972, 1975, 1976, 1990.
- Banderines de la American Association (1): 1882.
- División Central NL (3): 1995, 2010, 2012.
- División  Oeste NL (7): 1970, 1972, 1973, 1975, 1976, 1979, 1990.